# Акимов, Иван Алексеевич
Ива́н Алексе́евич Аки́мов (12 [25] декабря 1910, Сорочинск, Оренбургская область — 5 августа 1977, Хабаровск) — советский офицер, участник Великой Отечественной войны (командир 238-го гвардейского стрелкового полка, позднее 233-го гвардейского стрелкового полка 81-й гвардейской стрелковой дивизии 7-й гвардейской армии Степного фронта, гвардии майор), Герой Советского Союза (26.10.1943), полковник.

## Биография
Родился 12 (25) декабря 1910 года в посёлке Сорочинск, ныне город в Оренбургской области, в семье рабочего. По национальности русский. Окончил 6 классов. Работал на текстильном комбинате в столице Узбекистана — городе Ташкенте.
В Красной Армии с 1932 года. В 1939 году окончил школу командного состава. Член ВКП(б)/КПСС с 1941 года. С 26 июля 1942 года на фронте. Сражался в рядах 422-й стрелковой дивизии (2-го формирования), которая 1 марта 1943 года была преобразована в 81-ю гвардейскую стрелковую дивизию.
С 7 сентября 1943 года по 2 октября 1943 года гвардии майор Иван Акимов командовал 238-м гвардейским стрелковым полком (81-я гвардейская стрелковая дивизия, 7-я гвардейская армия, Степной фронт), отличившимся в боях по освобождению Украины в конце сентября 1943 года.
В районе села Новый Орлик (ныне село Орлик Кобелякского района Полтавской области Украины) полк гвардии майора Акимова И. А. прорвал вражескую оборону и переправился на правый берег реки Днепр, где овладел плацдармом.
Указом Президиума Верховного Совета СССР от 26 октября 1943 года за умелое командование стрелковым полком, образцовое выполнение боевых заданий командования на фронте борьбы с немецко-фашистскими захватчиками и проявленные при этом мужество и героизм гвардии майору Акимову Ивану Алексеевичу присвоено звание Героя Советского Союза с вручением ордена Ленина и медали «Золотая Звезда» (№ 1403).
С 10 января по 22 марта 1944 года И. А. Акимов — командир 233-го гвардейского стрелкового полка 81-й гвардейской стрелковой дивизии.
После войны продолжил службу в армии. В 1950 году он окончил курсы «Выстрел». Полковник запаса Акимов И. А. жил и работал в городе Хабаровске. Скончался 5 августа 1977 года.

## Награды
- Медаль «Золотая Звезда» Героя Советского Союза
- Орден Ленина
- Два ордена Красного Знамени
- Орден Отечественной войны II степени
- Два ордена Красной Звезды
- Медали

## Память
Именем Героя названа средняя школа № 3 в городе Сорочинск.